# Philip Williams (Marineoffizier)
Philip Williams (* 1869 oder 1870; † 31. Oktober 1942) war ein US-amerikanischer Marineoffizier. Zwischen 1923 und 1925 war er Militärgouverneur der Amerikanischen Jungferninseln.

## Werdegang
Die Lebensdaten von Philip Williams sind nur unvollständig überliefert. Weder sein Geburts- noch sein Sterbeort sind bekannt. Im Jahr 1889 begann er eine militärische Ausbildung an der United States Naval Academy in Annapolis (Maryland). Nachdem er diese Akademie durchlaufen hatte, begann er eine lange Laufbahn als Marineoffizier. Dabei erreichte er den Rang eines Captain. Williams nahm sowohl am Spanisch-Amerikanischen Krieg von 1898 als auch am Ersten Weltkrieg teil. Während dieses Krieges kommandierte er den Kreuzer Chester. Für seine militärischen Leistungen wurde er mit dem Navy Cross ausgezeichnet. Nach dem Krieg kommandierte er mit der Kansas und der Tennessee weitere Kriegsschiffe. Zwischenzeitlich war er auch an das Bureau of Navigation versetzt.
Im Jahr 1923 wurde Philip Williams als Nachfolger von Henry Hughes Hough zum neuen Gouverneur der Jungferninseln ernannt. Dieses Amt bekleidete er bis 1926, als er aus gesundheitlichen Gründen zurücktrat. Im Jahr 1927 gab er den Militärdienst auf. Danach verfasste er einige Lehrbücher für die Marineakademie. Er starb am 31. Oktober 1942.